# Štukaturni marmor
Štukaturni marmor je ponaredek pravega marmorja in ga izdeluje štukater. V sodobnem štukaturnem delu ta tehnika ni pogosta. Na prvi pogled se zdi tehnika stucco lustro, pri kateri se nanese več plasti obarvanega plemenitega ometa, primerljiva. V tehniki štukaturnega marmorja je tudi intarziranje. Ta tehnika se imenuje Scagliola.

## Zgodovina
Uporaba štukaturnega marmorja sega v rimsko obdobje. Med izkopavanji v Pompejih so na stenah bogatih hiš in javnih zgradb našli štukaturni marmor. Uporaba je v Italiji oživela od 17. stoletju. Od tam se je razširil na sever, kjer se je spet močno uporabljal, zlasti v obdobju baroka. Cerkve in palače so bile okrašene s štukaturnim marmorjem, saj je bila poceni alternativa pravemu marmorju. V plesni dvorani Palais im Großen Garten v Dresdnu je eden najzgodnejših primerov v Srednji Nemčiji. Metoda se je še naprej uporabljala vse do poznega 19. stoletja. Štukaturni marmor je bil uporabljen v mnogih palačah na Ringstrasse na Dunaju, pa tudi v drugih javnih zgradbah, kot so Reichsratsgebäude, univerza, itd. Tudi zunaj Evrope so, na primer v Ameriki, so javne zgradbe ali hiše okrašene s štukaturnim marmorjem. Vendar sta naraščajoče industrijsko pridobivanje marmorja in naraščajoči izvoz iz Italije in Indije ter odkrivanje nadaljnjih kamnolomov marmorju znižali ceno, umetnost štukaturnega marmorja pa je od 20. stoletja skoraj izgubljena. Danes je proizvodnja in obnova štukaturnega marmorja veliko dražja kot uporaba pravega marmorja.

## Stucco lustro
Stucco lustro je nanašanje marmorja na prebarvani, enobarvni osnovi malte v tehniki glajenja. Gre za tehniko apnenega ometa, pri kateri je dober osnovni omet iz apna in peska z več marmornatih peskov / marmorja v prahu, nanesen 'na mokro' (freska). V zadnjem sloju se doda osnovni ton marmorja, zatem se marmor dokočno tonira v mokrem ometu. Končno površino premažejo z beneškim milom (načeloma nastane Tadelakt) ki s svetlečo, vročo gladilko zgladi.
Stucco lustro ne gre zamenjati z umetnim marmorjem, ki je na osnovi mavca (scagliola). Stucco lustro odlikuje visok sijaj, vendar je površina imitacija, medtem ko je scagliola kopija prave okrasitve.

## Scagliola
Bolj izpopolnjena je tehnika scagliola (mavčna intarzija). Anhidrit pomešamo z vodo z lepilom (glutensko lepilo, npr. lepilo iz kosti ali lepilo s kroglicami), pregnetemo s pigmenti in ga gnetemo. Gnetenje lahko traja dolgo, saj se anhidrit počasi gnete, kostno lepilo pa to dodatno oteži. Barvane mase se med seboj gnetejo kot marmor, zvijejo in stisnejo v tako imenovani marmorni kruh ali marmornato torto, ki jo razrežemo na rezine debeline približno en centimeter in nanesemo na podlago (običajno zidano). Ko se anhidrit strdi v mavec, ga grobo zbrusimo, napolnimo pomanjkljivosti in površino zgladimo z vse bolj finimi brusnimi kamni. Sledi večkratno izpiranje z malo tankega sadre z lepilno vodo. Po večkratnem drobnem brušenju uporabimo polirni kamen (npr. ahat ali hematit) za mehansko poliranje z nizkim tlakom.
Štukaturni marmor je cvetel v baroku. Izdelava štukaturnega marmorja je lahko dražja od pravega marmorja. Kljub temu so nekateri mojstri gradbeniki za svoje projekte raje uporabili štukaturni marmor, ker jim je omogočal ustvarjanje barvnih in vzorčnih iger, ki jih naravni marmor ne ponuja (npr. modri marmor z oker-rumenimi žilami). Poleg tega je mogoče izdelati poljubne marmorne predmete.
V Evropi najdemo najstarejše scagliola plošče iz obdobja okoli leta 1600. München je postal središče te obrti. Številni predmeti krasijo palačo Rezidenz v Münchnu, zlasti pa cesarjevo kapelo, katere okno (iz okrog leta 1632), ki sta ga izdelal Blasius in njegov sin Wilhelm Pfeiffer (oziroma gospod Fistulator). Vojvoda Maksimilijan I. je zahteval knežji privilegij nad tehniko scagliola. Marmoristi in štukaterji niso smeli brez dovoljenja prenašati svojega znanja. Konec 17. stoletja je štukaturni marmor prišel iz mode. 
Predmete scagliola pogosto zamenjujejo z umetniškimi deli v tehniki Pietra dura ('firenški mozaik', umetnost zlaganja slik in okraskov iz trdih kamnov (ahat, kalcedon, jaspis, lapis lazuli, biser in korala). V 21. stoletju je še vedno nekaj restavratorskih podjetij, ki lahko izdelujejo in popravljajo štukaturni  marmor. Ta ima poleg izpopolnjene izdelave še nekaj drugih pomanjkljivosti. Ni tako trden kot pravi marmor (zato na primer ni primeren za obremenjena stopnišča) in ni odporen na vremenske vplive, saj sta lepilo in mavec topna v vodi.
Na osnovi belega cementa (terrazzo ali sintetična smola z marmorno moko kot polnilom) lahko izdelamo bolj odporne mase umetnega marmorja.

## Štukaturni marmor v Sloveniji
Štukaturni marmor so v Sloveniji pogosto uporabljali za oltarje ali posebej imenitne kose notranje opreme. V 18. stoletju je nastalo več odličnih primerov kot v cerkvi sv. Roka v Šmarjah pri Jelšah (okoli 1738), stranski oltarji cerkve sv. Trojice v Slovenskih Goricah ter veliki oltar cerkve v Tunjicah (okoli 1780).